# Syngonium wendlandii
Syngonium wendlandii är en kallaväxtart som beskrevs av Heinrich Wilhelm Schott. Syngonium wendlandii ingår i släktet Syngonium och familjen kallaväxter. Inga underarter finns listade.